# ليبرالية وطنية
الليبرالية الوطنية نوع من الليبرالية، يضم قضايا وسياسات ليبرالية مع عناصر من الوطنية.
نشطت في أوروبا في القرن التاسع عشر سلسلة من الأحزاب السياسية الليبرالية الوطنية، بالفكر أو بالاسم، في سياقات محلية عديدة في أوروبا الوسطى والدول الشمالية، وفي جنوب شرق أوروبا.

## تعريفات
كانت الليبرالية الوطنية أيديولوجية وحركة في القرن التاسع عشر.
كانت أهداف الليبرالية الوطنية تحقيق الحرية الفردية والاقتصادية، إلى جانب السيادة الوطنية. وصف جوزيف أنتال، وهو مؤرخ وديمقراطي مسيحي كان أول رئيس للوزراء في المجر بعد الشيوعية، وصف الليبرالية الوطنية بأنها «جزء من نشوء الدولة القومية» في أوروبا في القرن التاسع عشر.
وقال أوسكار موليج «يمكن القول إنه من حيث الفكر والأدبيات الحزبية السياسية فإن الليبرالية التي نشأت في أوروبا الوسطى في القرن التاسع عشر نوع خاص من الليبرالية»، وبعبارة ماسييج جانوسكي، «إن كلمة وطنية ترادف كلمة ليبرالية بمعنى أو بآخر» (كانت كلمة «وطني» بنفسها تثير الشك بالجمعيات الليبرالية). وحسب موليج، فإنه في جنوب شرق أوروبا «لعب الليبراليون الوطنيون أيضًا دورًا ظاهرًا إن لم يكن مركزيا، ولكن كانت خصائصهم الإقليمية مختلفة، وهو ما فرقهم عن نظرائهم في أوروبا الوسطى».
عرف مايكل لند في كتابه «نشوءًا من المحافظة» الليبرالية الوطنية بطريقة وصفتها مجلة ذا بروغريسيف بأنها موافقة لاستعمال المؤرخ آرثر ماير شليزنجر الابن لتعبير «المركز الحيوي». وصف لند نفسه الليبرالية الوطنية بأنها توحد «المحافظة الاجتماعية المعتدلة مع الليبرالية الاقتصادية المعتدلة».
أما غوردون سميث، وهو عالم بارز في علم السياسات الأوروبية المقارن، فيفهم الليبرالية الوطنية بأنها مفهوم سياسي خسر شعبيته عندما نجحت الحركات الوطنية في تأسيس دول قومية، وهو ما جعل وصف الحزب أو الفكر الليبرالي بالوطني وصفًا غير ضروري.

## التاريخ
تعود جذور الليبرالية الوطنية إلى القرن التاسع عشر، عندما كانت الليبرالية المحافظة والليبرالية الكلاسيكية مذهب الطبقة السياسية في معظم الدول الأوروبية ولا سيما في أوروبا الوسطى، التي كان يحكمها حين ذلك أنظمة ملكية وراثية.
في الأصل، كان الليبراليون الوطنيون مع العمل الحر ولكنهم لم يكونوا بالضرورة مع التجارة الحرة والليبرالية الاقتصادية، وكانوا أحيانًا يفضلون التعاون بين الحكومة والصناعة الوطنية، ومستويات معتدلة من السياسات الحمائية، وتأسيس اتحادات مخصصة، ودعم الصناعات الناشئة أو الشركات التي يكون لها أهمية وطنية إستراتيجية، وكانوا يفضلون أنواعًا مختلفة من التخطيط الصناعي.[بحاجة لمصدر]
كانت الليبرالية الوطنية شائعة في عدد من الدول منها ألمانيا والنمسا والدنمارك والسويد وفنلندا ورومانيا في القرن التاسع عشر. في ألمانيا والنمسا ورومانيا، كان الليبراليون الوطنيون أو الأحزاب الليبرالية الوطنية لهم مناصب كثيرة في الحكومة. تحديدًا، كان الليبراليون الوطنيون في الدول الناطقة بالألمانية يفضلون الأنظمة السلطوية أو المحافظة بسبب تنوع الأعراق في دول منها الإمبراطورية النمساوية، أو ألمانيا التي تأسست حديثًا تحت حكم المستشار أوتو فون بسمارك.[بحاجة لمصدر]

### ألمانيا
في القرن التاسع عشر في ألمانيا، اختلف أنصار الليبرالية الوطنية عن الليبراليين الوطنيين في الدول الأخرى من جهة أنهم كانوا يريدون حضورًا أشد سلطوية في أوروبا وإمبراطورية ألمانية قوية. كان الليبراليون الوطنيون، ومنهم ماكس فيبر، يريدون ألمانيا ديمقراطية بالتعاون مع القوى الأوروبية الأخرى.[بحاجة لمصدر]
في زمن الإمبراطورية الألمانية، كانت الحزب الليبرالي الوطني يمثل الليبرالية الوطنية، وكان أكبر الأحزاب في الرايخستاغ لسنين عديدة. دعم الليبراليون الوطنيون بسمارك، الذي عمل مستشارًا منذ عام 1871 (يوم توحيد ألمانيا) إلى عام 1890، لكنهم تركوا دعمه في أواخر السبعينيات عندما عكس سياسة التجارة الحرة التي كان يدعمها، وأصبح مناصرًا للحمائية، ورفض زيادة القوى البرلمانية، وتخلى عن مبادئه مقابل دعم الحزب المحافظ الألماني (الذي كان يمثل النخبة من ملاك الأراضي الإقطاعيين في بروسيا). خسر الحزب الليبرالي الوطني (الذي حصل على نحو 30% في أول ثلاثة انتخابات فدرالية، منها 30.1% في الانتخابات الفدرالية عام 1871)، خسائر كبيرة في الانتخابات الفدرالية عام 1878 والانتخابات الفدرالية عام 1881 (حيث حصل على 14.6% فقط). بعد ذلك، عانى الحزب انحدارًا مستمرة في نسبة الناخبين، مع صعود الحزب الديمقراطي الاجتماعي وحزب الوسط في مطلع القرن.
في أيام جمهورية فايمار، خلف الحزب الليبرالي الوطني حزب الشعب الألماني، الذي كان قائده الرئيسي غوستاف ستريسمان، المستشار (1923) ووزير الشؤون الخارجية (1923–1929). اعتُبر حزب الشعب الألماني، الذي جمع عناصر معتدلة من الحزب المحافظ الحر والاتحاد الاقتصادي، أنه يمثل مصالح الصناعيين الألمان واعتبره عدة مراقبين حزبًا ليبراليا وطنيا. أكد برنامج الحزب على قيَم العائلة المسيحية، والتعليم العلماني، وخفض التعاريف الجمركية، ومعارضة الصرف الحكومي على الرفاهية وتمويل الزراعة، والكراهية للماركسية (أي للحزبين الشيوعي والديمقراطي الاجتماعي). بعد موت ستريسمان، مال حزب الشعب الألماني، الذي كان في صفوفه عدة معارضين للجمهورية، إلى اليمين ميلًا حادا.
أظهر الحزب الديمقراطي الحر الحالي، الذي كان الخليفة المشترك لحزب الشعب الألماني والحزب الديمقراطي الألماني الليبرالي الاجتماعي، أظهر جهودًا محافظة ووطنية جزئيا، كانت قوية لا سيما في بعض الاتحادات الحكومية حتى خمسينيات القرن العشرين، وأحيانا بعد ذلك (من أمثلة هذا يورغن مولمان، قائد الحزب الحزب الديمقراطي الحر في شمال الراين وستفاليا في 1983–1994 وفي  1996–2002) ولم يزل يشمل جزءًا وطنيا ليبراليا، يشكك في الاتحاد الأوروبي، خلافًا لبقية الحزب. انضم بعض العناصر اليمينيين، مثل سفين تريتسكلر (القائد السابق لنادي ستريسمان) إلى حزب البديل من أجل ألمانيا، التي وصفها بعض المراقبين بأنها ليبرالية وطنية.

### النمسا
في النمسا والمجر، كان الحزب الدستوري هو الممثل الرئيس لليبرالية الوطنية. في النمسا، بقيت الليبرالية الوطنية أساس واحد من أهم ثلاثة معسكرات فكرية في البلد، منذ ثورات عام 1848 في الإمبراطورية النمساوية. في فترة ما بين الحربين، تجمع المعسكر الليبرالي الوطني في حزب الشعب الألماني الأكبر. في عام 1938، مع تسليم النمسا لألمانيا النازية، ابتلعت الاشتراكية النمساوية الوطنية المعسكر الليبرالي الوطني ثم ابتلعت الشمولية النازية كل الأحزاب الأخرى. اضطُهد في النظام النازي الاشتراكيين والاجتماعيين المسيحيين، واتهم المعسكر الليبرالي الوطني بعد الحرب بارتباطه بالنازية (الاشتراكية الوطنية).
في عام 1949، تأسس اتحاد المستقلين بوصفه بديلًا ليبراليا وطنيا عن الأحزاب النمساوية الأساسية. شمل الاتحاد عددا من الحركات السياسية، منها ليبراليو السوق الحرة والشعبويون ونازيون سابقون وألمانيون وطنيون، لم يستطع أحد منهم أن ينضم إلى أي من الحزبين الرئيسين. تطور اتحاد المستقلين إلى حزب الحرية في النمسا في 1955–1956. عندما اختير يورغ هايدر بوصفه قائد حزب الحرية الجديد عام 1986، بدأ الحزب اتجاهه إلى الشعبوية اليمينية، وهو ما أدى إلى انقسام معظم الليبراليين، الذين شكلوا المنتدى الليبرالي، الذي استولى على عضوية حزب الحرية في النظام الليبرالي الدولي ثم انتهى إلى أن يندمج في حزب النمسا الجديدة والمنتدى الليبرالي. خرج هايدر نفسه من الحزب وأسس تحالف مستقبل النمسا عام 2005.

### الدنمارك
في الدنمارك، منذ ثلاثينيات القرن التاسع عشر كان مفهوم الليبرالية الوطنية هو أن الأمة والدولة يجب أن يكون لهما الحجم نفسه. دعم الليبراليون الوطنيون اتحاد مملكة الدنمارك ودوقية شلسفيغ في إطار دستوري مشترك. في الاقتصاد، يجب على الدولة ألا تتدخل في التجارة ومُرر الرأي الاقتصادي الليبرالي الوطني في قانون حرية العمل الصادر عام 1857، الذي ألغى بقايا الاحتكارات الإقطاعية التي كانت من قبل تشكل إطار بناء المدن. دعم الليبراليون الوطنيون الدنماركيون الإسكندنافية والوحدة الإسكندنافية.